# Paul Hessemer
Paul Hessemer (* 6. Dezember 1853 in Frankfurt am Main; † 8. November 1944 in Bensheim) war ein deutscher Ingenieur.

## Leben
Paul Hessemer, geboren unter dem bürgerlichen Namen Franz Carl Hessemer, war Sohn von Friedrich Maximilian Hessemer und Sophie geb. Flor. Er studierte Maschinenbau in Karlsruhe und gehörte seit 1872 der Karlsruher Burschenschaft Teutonia an. Er war Ingenieur und später Direktor der Süddeutschen Wasserwerke in Frankfurt AG. 1930 wurde er in den Aufsichtsrat gewählt.
Motiviert durch seine Tante Luise Hessemer, die den ersten Rüsselsheimer Kindergarten gründete, engagierte sich Paul Hessemer ebenfalls für Erziehung und Bildung. Im Jahr 1896 initiierte er die Gründung einer Privatschule in Rüsselsheim. Die Schule war zuerst im Hause Hessemer untergebracht. Die Stadt Rüsselsheim übernahm 1897 die Schule und überführte sie in die Schulform „Höhere Bürgerschule“. Dem ersten Kuratorium der Schule gehörte neben Hessemer auch der Bürgermeister der Stadt Jakob Sittmann an. Später wurde sie zur Immanuel-Kant-Schule. 
Nach ihm ist eine Straße in Rüsselsheim benannt. Er machte sich ebenfalls als Familienforscher einen Namen.